# UTC+3
| Verde scuro | Fuso orario di Kaliningrad (UTC+2).    |
| Rosso       | Fuso orario di Mosca (UTC+3).          |
| Celeste     | Fuso orario di Samara (UTC+4).         |
| Giallo      | Fuso orario di Ekaterinburg (UTC+5).   |
| Ciano       | Fuso orario di Omsk (UTC+6).           |
| Pistacchio  | Fuso orario di Krasnojarsk (UTC+7).    |
| Viola       | Fuso orario di Irkutsk (UTC+8).        |
| Blu         | Fuso orario di Jakutsk (UTC+9).        |
| Verde       | Fuso orario di Vladivostok (UTC+10).   |
| Albicocca   | Fuso orario di Srednekolymsk (UTC+11). |
| Rosso scuro | Fuso orario della Kamčatka (UTC+12).   |

UTC+3 è il fuso orario in anticipo di 3 ore sull'UTC.
Utilizzano questo fuso orario, che per natura rappresenta l'ora del Caucaso, due categorie di Stati: quelli che lo usano tutto l'anno, e quelli che ne fanno uso solo in estate come ora legale.

## Geografia
In teoria UTC+3 concerne una zona del globo compresa tra 37,5° E e 52,5° E in cui il tempo corrisponde all'ora solare media del 45º meridiano est, riferimento integrato nel sistema UTC nel 1972. Per ragioni pratiche, i paesi in questo fuso orario coprono un'area molto più estesa.

## Ora di Mosca
L'ora di Mosca, utilizzata per tutto l'anno, è stata introdotta a seguito della riforma del calcolo del tempo adottata dalla Federazione Russa nel 2014, dopo che la precedente modifica del 2011 era divenuta impopolare per l'uso dell'ora legale anche in inverno nel gelido paese slavo. A differenza di quello europeo, l'attuale sistema orario russo non contempla il cambio dell'ora. A questo meccanismo è legata anche la Bielorussia, sebbene questo stato sia attraversato dal 30º meridiano, e quindi per esso si tratti nei fatti di un caso di ora legale permanente.
- Bielorussia
- Russia (Fuso orario di Mosca):
  - Circondario federale del Caucaso Settentrionale
  - Circondario federale centrale
  - Circondario federale meridionale (eccetto Oblast' di Astrachan' e Oblast' di Volgograd)
  - Circondario federale nordoccidentale (eccetto Oblast' di Kaliningrad)
  - Circondario federale del Volga:
    - Oblast' di Kirov
    -  Repubblica dei Mari
    -  Mordovia
    - Oblast' di Nižnij Novgorod
    - Oblast' di Penza
    -  Tatarstan
    -  Ciuvascia

Tale fuso orario è utilizzato de facto anche dai seguenti Stati a riconoscimento limitato:
- Repubblica Popolare di Donec'k[2]
- Repubblica Popolare di Lugansk[3]
- Abcasia
- Ossezia del Sud

## Asia e Medio Oriente
In Africa orientale e nel Medio Oriente il fuso è chiamato, a seconda della zona, East Africa Time (EAT), Turkish Time (TRT) o Arabia Standard Time (AST) e viene utilizzato per tutto l'anno.
È utilizzato nei seguenti stati ed altri territori:

### Turkish Time
- Turchia

### Arabia Standard Time
- Arabia Saudita
- Bahrein
- Iraq
- Giordania
- Kuwait
- Qatar
- Siria
- Yemen

### East Africa Time
- Comore
- Gibuti
- Eritrea
- Etiopia
- Kenya
- Madagascar
- Somalia
- Sudan del Sud
- Tanzania
- Uganda
- Isole coloniali francesi:
  - Bassas da India (disabitata)
  - Isola Europa (disabitata)
  - Juan de Nova (disabitata)
  - Mayotte
- Isole coloniali sudafricane:
  - Isole del Principe Edoardo

Tra i suddetti paesi, il Sudan del Sud, la Turchia e l'Uganda non dovrebbero appartenere, per la loro posizione geografica, a questo fuso orario, e si può quindi affermare che adottino l'ora legale per tutto l'anno.